# لورا جان
لورا جان (بالإنجليزية: Laura Jean)‏ هي مغنية أسترالية، ولدت في 1982.

## وصلات خارجية
- لورا جان على موقع ميوزك برينز (الإنجليزية)
- لورا جان على موقع أول ميوزيك (الإنجليزية)
- لورا جان على موقع ديسكوغز (الإنجليزية)